# Danish Air Transport
Danish Air Transport A/S, abreviada como DAT, es una aerolínea danesa con sede en Vamdrup, municipio de Kolding en Dinamarca Meridional y con base en el aeropuerto de Esbjerg.

## Historia
Danish Air Transport fue fundada y comenzó a operar en 1989, inicialmente como aerolínea de carga. Pronto comenzó a ofrecer operaciones especiales, como el transporte de caballos o suministros para el Rally París-Dakar en África. Los vuelos chárter de pasajeros fueron agregados en 1994 y los servicios programados el 18 de noviembre de 1996. DAT vuela servicios regulares dentro de Dinamarca y Noruega.

## Destinos

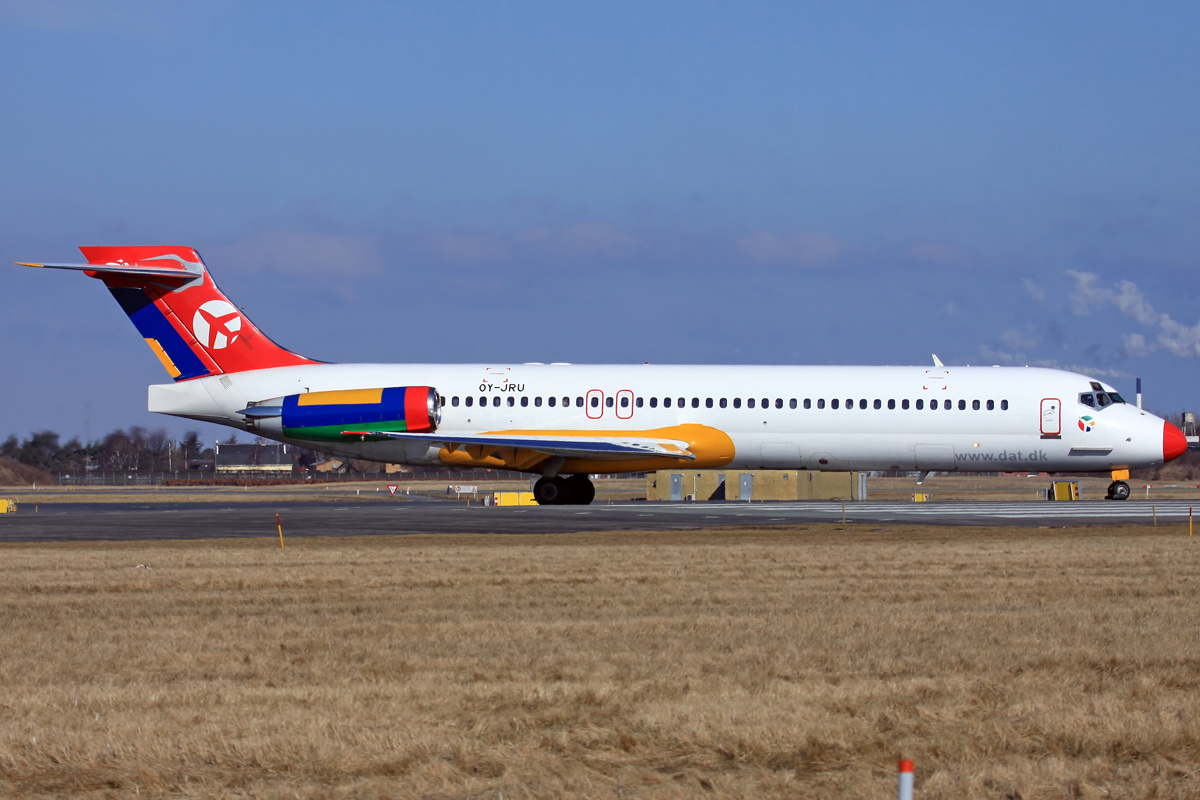
AntiguoMcDonnell Douglas MD-87 de DAT

Danish Air Transport opera a los siguientes destinos:
 Dinamarca
- Billund - Aeropuerto de Billund
- Bornholm/Rønne - Aeropuerto de Bornholm
- Copenhague - Aeropuerto de Copenhague-Kastrup
- Esbjerg - Aeropuerto de Esbjerg
- Karup - Aeropuerto de Karup
- Odense - Aeropuerto de Odense (estacional)

 Noruega
- Oslo - Aeropuerto de Oslo-Gardermoen
- Stavanger - Aeropuerto de Stavanger-Sola
- Stord - Aeropuerto de Stord, Sørstokken

 España
- Murcia - Aeropuerto Internacional de la Región de Murcia

## Flota

### Flota Actual

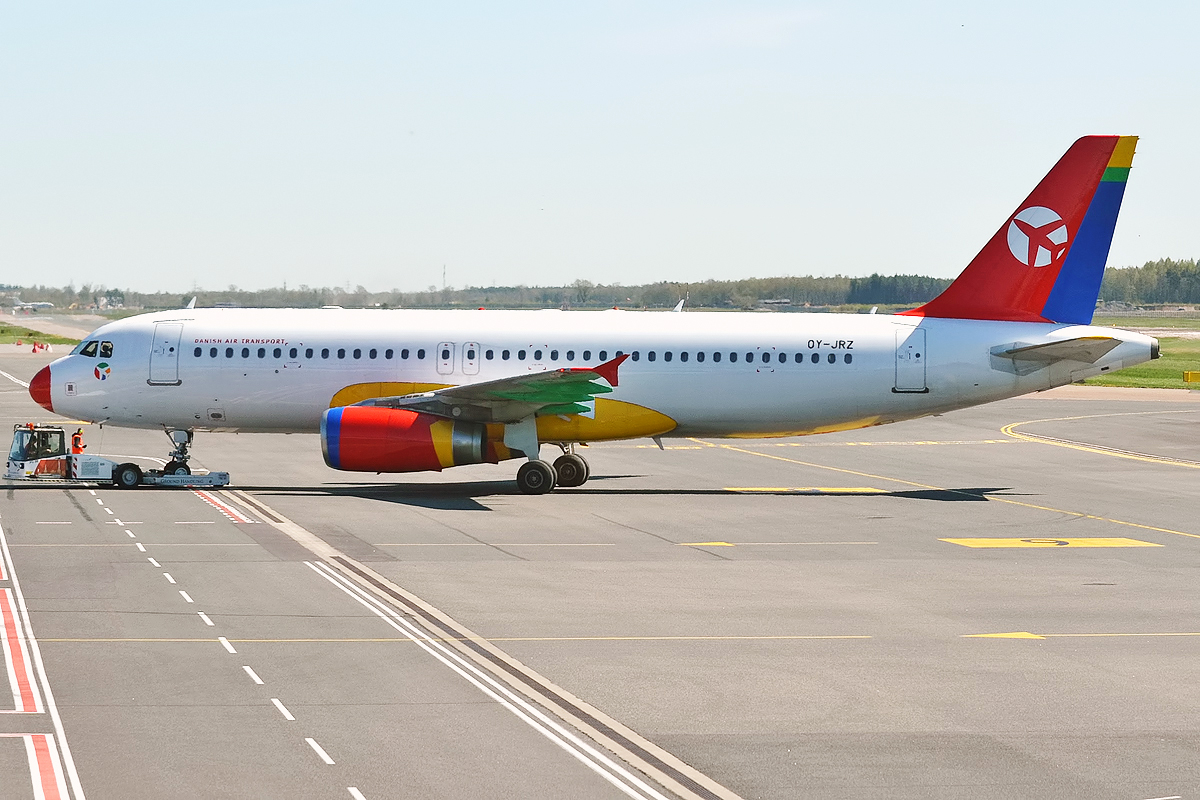
Airbus A320 de DAT

La flota de Danish Air Transport consistía en las siguientes aeronaves a mayo de 2023:
| Aeronave        | En servicio | Pasajeros | Notas |
| --------------- | ----------- | --------- | ----- |
| ATR 42-300      | 4           | 46        |       |
| ATR 42-500      | 2           | 48        |       |
| ATR 72-200      | 4           | 66        |       |
| ATR 72-500      | 1           | 72        |       |
| ATR 72-600      | 2           | 72        |       |
| Airbus A320-200 | 4           | 180       |       |
| Airbus A321-231 | 1           | 220       |       |
| Embraer 195     | 1           | 118       |       |
| Total           | 19          |           |       |

La flota de Danish Air Transport posee a mayo de 2023 una edad promedio de: 22.2 años.